# فرويدنبرغ (زيغرلاند)
فرويدنبرغ (زيغرلند) (بالألمانية: Freudenberg, Westphalia) هي بلدة ألمانية تقع في ألمانيا في Siegen-Wittgenstein.  يقدر عدد سكانها بـ 18,447 نسمة .

## أعلام
- سفين ميشيل